# پیتر لافورد
 پیتر لاوفورد (به انگلیسی: Peter Lawford؛‏ ۷ سپتامبر ۱۹۲۳ – ۲۴ دسامبر ۱۹۸۴) بازیگر و تهیه‌کننده فیلم اهل بریتانیا بود. وی بین سال‌های ۱۹۳۰ تا ۱۹۸۳ میلادی مشغول به انجام فعالیت بود.

## فیلم‌شناسی
از جمله فیلم‌هایی که وی در آن نقش داشته‌است، می‌توان به دو خواهر اهل بوستون، کارهای ناشایست جولیا، عروسی سلطنتی، ۱۱ یار اوشن، خانم مینی‌ور، خانم پارکینگتون، به طور کامل، گول‌خوردگان، رژه عید پاک و خروج اشاره کرد.

## مرگ
لافورد در شب ۲۴ دسامبر ۱۹۸۴، بر اثر ایست قلبی در سن ۶۱ سالگی در لس آنجلس درگذشت. او پس از سال‌ها سوء مصرف مواد، از نارسایی کلیه و نارسایی کبد رنج می‌برد. 